# São Vicente Ferrer, Maranhão
São Vicente Ferrer este un oraș în unitatea federativă Maranhão (MA), Brazilia.